# Fegyház
A fegyház a letöltendő szabadságvesztés végrehajtására szolgáló épület, illetve  maga a büntetés egyik – a fogháznál és a börtönnél szigorúbb – formája (fegyházbüntetés).

## Magyarországon
A fegyház a szabadságvesztés főbüntetés legszigorúbb végrehajtási fokozata.
Fegyházban kell végrehajtani:
- az életfogytig tartó szabadságvesztést.
- a háromévi vagy ennél hosszabb tartamú szabadságvesztést, ha
  - állam vagy emberiesség elleni bűncselekmény (Btk. X. és XI. fejezet),
  - terrorcselekmény (Btk. 261. §), légi jármű, vasúti, vízi, közúti tömegközlekedési vagy tömeges áruszállításra alkalmas jármű hatalomba kerítése (Btk. 262. §), visszaélés robbanóanyaggal vagy robbantószerrel (Btk. 263. §), visszaélés lőfegyverrel vagy lőszerrel [Btk. 263/A. § (1)-(3) bek.], fegyvercsempészet (Btk. 263/B. §), bűnszervezetben részvétel (Btk. 263/C. §), visszaélés nemzetközi szerződés által tiltott fegyverrel (Btk. 264/C. §),
  - az emberölés, az emberrablás, az emberkereskedelem, az erőszakos közösülés, a szemérem elleni erőszak, a természet elleni erőszakos fajtalanság, a közveszélyokozás, a nemzetközi gazdasági tilalom megszegése és a rablás súlyosabban minősülő esetei [Btk. 166. § (2) bek., 175/A. § (2)-(4) bek., 175/B. § (3)-(5) bek., 197. § (2)-(3) bek., 198. § (2)-(3) bek., 200. § (2)-(3) bek., 259. § (2)-(3) bek., 261/A. § (3) bek., 321. § (3)-(4) bek.],
  - visszaélés kábítószerrel súlyosabban minősülő esetei [Btk. 282. § (2) bek., 282/A. § (2) és (3) bek., 282/B. § (2) és (3) bek.],
  - életfogytig tartó szabadságvesztéssel is büntethető katonai bűncselekmények (Btk. XX. fejezet)

miatt szabták ki; valamint
- a kétévi vagy ennél hosszabb tartamú szabadságvesztést, ha az elítélt többszörös visszaeső, vagy a bűncselekményt bűnszervezetben követte el.

A fegyházban az elítélt
- életrendje részleteiben is meghatározott, állandó irányítás és ellenőrzés alatt áll,
- a büntetés-végrehajtási intézeten belül is csak engedéllyel és felügyelet mellett járhat,
- külső munkában kivételesen részt vehet, ha a külvilágtól a munkavégzés alatt is elkülöníthető.

Ha az elítélt a fegyházban végrehajtandó szabadságvesztésből legalább egy évet kitöltött, kivételesen engedélyezhető, hogy a büntetés-végrehajtási intézetben vagy annak meghatározott részén belül felügyelet nélkül, ellenőrzés mellett járjon, és a büntetés-végrehajtási intézeten kívüli munkában részt vegyen.